# مطار نانيانغ يانتشنغ
مطار نانيانغ يانتشنغ (بالإنجليزية: Yancheng Nanyang Airport)‏ (إياتا: YNZ، إيكاو: ZSYN) يقع في مدينة يانتشنغ في جمهورية الصين الشعبية. صنف مطار نانيانغ يانتشنغ في المرتبة الثامنة والتسعون في الصين من حيث عدد الركاب عام 2011 وفقًا لإدارة الطيران المدني في الصين، حيث تعامل مع 232,315 راكب، وبلغ إجمالي حركة الطائرات (القادمة والمغادرة) 2,558 طائرة وقد بلغت كمية البضائع المنقولة عبر المطار 2,323 طن.

## شركات الطيران والوجهات
| شركـات طيـران            | الوجهات |
| ------------------------ | --- |
| 9 Air                    | مطار قوييانغ لونغدونغابو الدولي، مطار نانينغ الدولي، مطار شيشوانغباننا غاسا |
| طيران الصين              | مطار بكين العاصمة الدولي، مطار بكين داشينغ الدولي |
| خطوط العاصمة بكين الجوية | مطار هايكو ميلان الدولي |
| Chengdu Airlines         | مطار تشانغتشون الدولي، مطار تشانغشا هوانغوا الدولي، مطار تشنغدو شوانغليو الدولي، مطار هايكو ميلان الدولي، مطار جينغقانغشان، مطار جينجيانغ تشيوانتشو، مطار شنيانغ الدولي، مطار يانتاي جاوشوي الدولي |
| خطوط شرق الصين الجوية    | مطار نانتشانغ تشانغبى الدولي، مطار شنيانغ الدولي، مطار ووهان الدولي، مطار شيان شيانيانغ الدولي |
| خطوط جنوب الصين الجوية   | مطار داليان الدولي، مطار قوانغتشو باييون الدولي، مطار نانينغ الدولي، مطار تشوهاى سانزو |
| China United Airlines    | مطار اوردوس إيجين هورو |
| Chongqing Airlines       | مطار تشانغشا هوانغوا الدولي، مطار تشونغتشينغ جيانغبى الدولي، مطار هويزهو، مطار نانينغ الدولي، مطار ووهان الدولي                                                                                    |
| Donghai Airlines         | مطار شنيانغ الدولي، مطار شينزين باوان الدولي |
| خطوط لاكي الجوية         | مطار كونمينغ جانغشوي الدولي |
| سبرينغ (شركة طيران)      | مطار فوتشو تشانغله الدولي، مطار نينغبو ليش الدولي، مطار شينزين باوان الدولي، مطار شيجياتشوانغ تشنغدينغ الدولي، مطار ينتشوان خه دونغ                                                                |
| خطوط تيانجين الجوية      | مطار تيانجين الدولي، مطار ونزهو يونجقيانج الدولي |
| أورومتشي للطيران         | مطار لانتشو تشونغ تشوان، مطار أورومتشي الدولي |
| خطوط زيامن الجوية        | مطار هاربين الدولي، مطار شيامن قاوتشي الدولي |